# Borut
Borut je moško osebno ime.

## Izvor imena
Ime Borut je slovanskega izvora, ki so ga uporabljali že tudi alpski Slovani. Tvorjeno je iz besede borъ v pomenu besede boj oziroma glagola boriti se in končnice -ut. Ime Borut je na Slovenskem izpričano že v 8. st. Tako se je imenoval karantanski knez Borut, ki je vladal do 749.

## Različice imena
- za moške različice imena glej ime Boris
- ženska različica imena: Boruta (skoraj unikatna)

## Pogostost imena
Po podatkih Statističnega urada Republike Slovenije je bilo na dan 31. decembra 2007 v Sloveniji število moških oseb z imenom Borut: 4.395. Med vsemi moškimi imeni pa je ime Borut po pogostosti uporabe uvrščeno na 60. mesto.

## Osebni praznik
V koledarju je ime Borut zapisano skupaj z imenom Boris.

## Znane osebe
- Borut Bernat, slovenski inženir, ekonomist in plavalec
- Borut Bilač, slovenski atlet
- Borut Bohte, slovenski mednarodni pravnik, profesor
- Borut Kardelj, pesnik
- Borut Lesjak, skladatelj in aranžer
- Borut Leskovar, argentinski agronom slovenskega rodu
- Borut Loparnik, slovenski muzikolog
- Borut Maister, slovenski gradbenik, sin generala Rudolfa Maistra
- Borut Marinček, slovensko-švicarski kemik, jeklar in livar
- Borut Pahor, slovenski politik, predsednik RS
- Borut Pečar, slovenski arhitekt, ilustrator, karikaturist
- Borut Peterlin, slovenski fotograf
- Borut Petrič, slovenski plavalec
- Borut Pust, slovenski kardiolog
- Borut Veselko, slovenski zdravnik in igralec
- Borut Pogačnik, slovenski grafolog in psihoterapevt